# Финей (Эсхил)
«Финей» (др.-греч. Φινεύς) — трагедия древнегреческого драматурга Эсхила, часть цикла, в который входили также пьесы «Персы», «Главк Потнийский» и «Прометей-огневозжигатель». Была впервые поставлена на сцене в 472 году до н. э. Её текст почти полностью утрачен.

## Сюжет и судьба пьесы
В основу сюжета трагедии лёг миф о Финее — мифическом царе Фракии, который был прорицателем и навлёк на себя гнев богов. Те лишили Финея зрения и наслали на него гарпий, которые оскверняли его пищу. Бореады Зет и Калаид, проплывавшие мимо на «Арго», прогнали гарпий. К одной из трагедий на эту тему — или Эсхила, или Софокла — восходит версия о том, что Бореады не спасли Финея, а наоборот ослепили его, чтобы отомстить за свою сестру Клеопатру и её сыновей.
В отличие от большинства своих пьес, «Финея» Эсхил включил в состав тетралогии, не объединённой общей темой. В этот цикл входили ещё трагедии «Персы» о битве при Саламине и «Главк Потнийский» на тему коринфской мифологии, а также сатировская драма «Прометей-огневозжигатель». Премьера состоялась в 472 году до н. э., и тетралогия заняла на театральном состязании первое место.
Впоследствии текст «Финея» был практически полностью утрачен. Сохранились только несколько фрагментов.